# Selma Sól Magnúsdóttir
Selma Sól Magnúsdóttir (* 23. April 1998 in Reykjavik) ist eine isländische Fußballspielerin, die von 2013 bis 2021 mit einer einjährigen Unterbrechung für Breiðablik Kópavogur in der Pepsideild kvenna spielte und bis zum Spielzeitende 2023 für Rosenborg Trondheim. Von Januar bis Juli 2024 war sie Vertragsspielerin des Bundesligisten 1. FC Nürnberg, dann kehrte sie wieder zu Rosenborg zurück. 2018 wurde sie erstmals in der isländischen Fußballnationalmannschaft der Frauen eingesetzt. 

## Karriere

### Vereine
Selma Sól spielte am 15. August 2013 erstmals für Breiðablik Kópavogur in einem Ligaspiel, wobei sie 16 Minuten vor dem Spielende eingewechselt wurde. Es blieb ihr einziger Einsatz in der Saison 2013. In der Saison 2014 kam sie in drei Saisonspielen zum Einsatz. Zur Saison 2015 wurde sie an Fylkir Reykjavík ausgeliehen, wo sie in 14 Ligaspielen eingesetzt wurde. Danach kehrte sie wieder zu ihrem Ausgangsverein zurück. In der Saison 2016 hatte sie dort sechs und dann die maximal mögliche Anzahl von 18 Einsätzen. Danach gingen ihre Einsatzzahlen wieder herunter. 2018 und 2020 (ohne Einsatz) konnte sie mit Breiðablik die Meisterschaft erringen. Als Breiðablik an den Qualifikationen zur UEFA Women’s Champions League 2016/17 und 2019/20 teilnahm und sich dort für das Sechzehntelfinale qualifizierte, kam sie bei der ersten Teilnahme auf drei Kurzeinsätze von insgesamt 41 Minuten, in denen ihr sogar ein Tor gelang, später dann auf vier volle Einsätze mit zwei Toren. Die Qualifikation zur UEFA Women’s Champions League 2021/22 überstand Breiðablik mit Siegen gegen KÍ Klaksvík (7:0), FC Gintra (8:1) sowie einem 1:1 und 3:0 gegen ŽNK Osijek und erreichte damit die erstmals ausgetragene Gruppenphase, in der allerdings nur beim torlosen Remis gegen Schytlobud-1 Charkiw ein Punkt geholt wurde. Selma kam in neun Spielen zum Einsatz und erzielte drei Tore. Im Januar 2022 wechselte sie zu Rosenborg Trondheim. In der Qualifikation zur Gruppenphase der UEFA Women’s Champions League 2022/23 scheiterte sie mit Rosenborg in der zweiten Runde am spanischen Vertreter Real Madrid. Auf dem Weg dorthin hatte sie sich mit ihrer Mannschaft gegen ihre vorherige Mannschaft mit 4:2 durchgesetzt. 
Am 19. Januar 2024 wurde ihre Verpflichtung auf der Website des 1. FC Nürnberg öffentlich. Mit dem Abschlussspiel der Hinrunde am 28. Januar 2024 (11. Spieltag) debütierte sie im Auswärtsspiel gegen den MSV Duisburg von Beginn an in der Bundesliga.

### Nationalmannschaft
Selma Sól durchlief ab 2013 die isländischen Juniorinnenmannschaften. Nach zehn Spielen mit der U-16-Mannschaft trat sie mit der U-17 im Juni 2015 nach zwei Vorbereitungsspielen bei der U-17-Fußball-Europameisterschaft der Frauen 2017 in ihrer Heimat an, für die die Isländerinnen automatisch qualifiziert war. Sie verloren aber die drei Gruppenspiele gegen Deutschland, England und Spanien. Im September konnte sie beim ersten Qualifikationsturnier zur U-19-Fußball-Europameisterschaft der Frauen 2016 in der Schweiz zwar im ersten Spiel gegen Georgien mit ihrem ersten Länderspieltor den Torreigen zum 6:1-Sieg eröffnen, durch Niederlagen gegen Griechenland und die Gastgeberinnen verpassten sie aber als Gruppendritte die zweite Runde. Besser lief es ein Jahr später. Zwar verloren sie nach Siegen gegen die Färöer und Kasachstan gegen die gastgebenden Finninnen, als Gruppenzweite konnten sie aber an der Eliterunde im Juni 2017 in Deutschland teilnehmen. Hier reichte es aber nur zu einem Remis gegen die Schweiz nach Niederlagen gegen die Gastgeberinnen und Polen. Damit endete ihre Zeit in den U-Mannschaften.
Am 23. Januar 2018 kam sie während eines Trainingslagers in La Manga zu ihrem ersten Einsatz in der A-Nationalmannschaft. Sie wurde dabei im Freundschaftsspiel gegen Norwegen in 68. Minute eingewechselt. Beim Algarve-Cup 2018 hatte sie drei weitere Einsätze und wurde im Spiel gegen Ex-Weltmeister Japan erstmals für 90 Minuten eingesetzt. Es folgten vier Einsätze in den letzten fünf Spielen der letztlich misslungenen Qualifikation für die WM 2019, drei Einsätze beim Algarve-Cup 2019 und zuletzt zwei Freundschaftsspiele im April 2019 gegen Südkorea. Für die ersten sechs Spiele der Qualifikation für die WM 2023 wurde sie fünfmal nominiert, hatte aber nur einen Kurzeinsatz von sechs Minuten.
Am 11. Juni 2022 wurde sie für die EM-Endrunde nominiert. Bei der EM hatte sie nur einen einminütigen Kurzeinsatz im zweiten Gruppenspiel gegen Italien eingesetzt, das wie das erste und dritte Gruppenspiel 1:1 endete. Mit diesen drei Remis reichte es nur zum dritten Platz.
Auch bei den letzten beiden Gruppen-Spielen in der Qualifikation für die WM 2023 wurde sie jeweils eingewechselt. Nach einem 6:0-Sieg gegen Belarus, wobei sie das letzte Tor erzielte, kam es am letzten Spieltag in Utrecht zum Finale um den Gruppensieg gegen die Niederlande, wobei den Isländerinnen ein Remis gereicht hätte. Bis zur 3. Minute der Nachspielzeit hielten sie ihr Tor sauber, dann mussten sie das einzige Tor des Spiels hinnehmen, wodurch sich die Niederländerinnen qualifizierten und die Isländerinnen in die Play-offs gegen Portugal mussten. Durch eine 1:4-Niederlage nach Verlängerung, bei der sie in der Startelf stand, aber in der 88. Minute beim Stand von 1:1 ausgewechselt wurde, verpassten sie endgültig die WM-Endrunde.
Da erstmals das Abschneiden bei der WM für die europäischen Teams nicht entscheidend für die Qualifikation zu den Olympischen Spielen 2024 war, hatten die Isländerinnen noch die Chance sich über die UEFA Women’s Nations League 2023/24 für die Spiele in Paris zu qualifizieren. Die Isländerinnen konnten aber nur die beiden Spiele gegen Wales und das letzte Spiel gegen Dänemark gewinnen, verloren aber beide Spiele gegen Deutschland und das Heimspiel gegen Dänemark. Damit verpassten sie als Gruppendritte nicht nur das Final Four Turnier, bei dem um zwei Olympiatickets gespielt wurde, sondern mussten auch in die Relegation. Hier setzten sie sich aber mit 1:1 und 2:1 gegen Serbien durch, so dass sie in Liga A bleiben. Selma Sól kam in allen Spielen zum Einsatz.
In der für die Isländerinnen erfolgreich verlaufenen Qualifikation für die EM 2025 wurde sie in fünf von sechs Spielen eingesetzt. Anschließend kam sie noch bei den Freundschaftsspielen gegen Dänemark im Oktober und die USA im Dezember 2024 zum Einsatz.

## Erfolge
Rosenborg Trondheim
- Norwegischer Pokalsieger 2023
- Norwegischer Meister 2022

Breiðablik Kópavogur
- Isländischer Meister 2018, 2020
- Isländischer Pokalsieger 2013, 2016, 2018, 2021
- Isländischer Superpokalsieger 2014, 2016, 2017, 2019